# Mazen al-Yasen
Mazen Mawtan al-Yasen (arabisch مازن الياسين, DMG Māzin al-Yāsīn; * 8. Juli 1996 in Dschidda) ist ein saudischer Sprinter, der sich auf den 400-Meter-Lauf spezialisiert hat.

## Sportliche Laufbahn
Erste Erfahrungen bei internationalen Meisterschaften sammelte Mazen al-Yasen 2013 bei den Jugendweltmeisterschaften in Donezk, bei denen er über 400 Meter mit 46,99 s im Halbfinale ausschied. Anschließend gelangte er bei den Islamic Solidarity Games im 200-Meter-Lauf bis in das Finale, wurde dort aber disqualifiziert. Im Jahr darauf gewann er bei den Juniorenasienmeisterschaften in Taipeh in 47,40 s die Silbermedaille und qualifizierte sich damit für die Juniorenweltmeisterschaften Eugene, bei denen er mit 47,85 s in der ersten Runde ausschied. Bei den IAAF World Relays 2015 auf den Bahamas schied er mit der saudischen 4-mal-400-Meter-Staffel mit 3:06,15 min im Vorlauf aus. Anschließend schied er bei den Asienmeisterschaften in Wuhan mit 47,92 s in der ersten Runde aus und gewann mit der Staffel in 3:02,62 min die Silbermedaille hinter dem Team aus Katar. Im Oktober nahm er an den Militärweltspielen im südkoreanischen Mungyeong teil, schied dort aber mit 49,29 s bereits in der ersten Runde aus.
2017 gewann er bei den Arabischen Meisterschaften in Radès in 46,76 s die Silbermedaille hinter Yousef Karam aus Kuweit und gewann mit der Staffel in 3:08,23 min die Bronzemedaille hinter den Teams aus Algerien und dem Oman. Ende September gewann er bei den Asian Indoor & Martial Arts Games in Aşgabat mit neuem saudischen Hallenrekord von 46,35 s die Silbermedaille hinter dem Katari Abdalelah Haroun. Zwei Jahre später gewann er bei den Arabischen Meisterschaften in Kairo in 47,56 s die Bronzemedaille hinter dem Bahrainer Abubakar Abbas und Karam aus Kuweit. Anschließend nahm er erneut an den Asienmeisterschaften in Doha teil und schied dort mit 48,24 s bereits in der ersten Runde aus. Mit seinen Leistungen qualifizierte er sich zudem erstmals für die Weltmeisterschaften in Doha, bei denen er bis in das Halbfinale gelangte, in dem er mit 46,11 s ausschied. Anschließend gewann er bei den Militärweltspielen in Wuhan in 46,24 s die Silbermedaille hinter dem Bahrainer Abbas und gelangte mit der Staffel bis in das Finale, wo sie aber nicht mehr an den Start ging. 2021 qualifizierte er sich über 400 m für die Olympischen Sommerspiele in Tokio und gelangte dort bis in das Halbfinale, in dem er mit 45,37 s ausschied.
2022 startete er bei den Hallenweltmeisterschaften in Belgrad und kam dort mit 47,65 s nicht über die erste Runde hinaus. Im August gewann er bei den Islamic Solidarity Games in Konya in 45,95 s die Bronzemedaille über 400 Meter hinter dem Kasachen Michail Litwin und seinem Landsmann Youssef Masrahi. Zudem wurde er mit der 4-mal-400-Meter-Staffel disqualifiziert. Im Jahr darauf gewann er bei den Arabischen Meisterschaften in Marrakesch in 45,40 s die Bronzemedaille hinter dem Katarer Ashraf Hussen Osman und seinem Landsmann Youssef Masrahi. Ende September verpasste er bei den Asienspielen in Hangzhou mit 46,13 s den Finaleinzug. 2024 gewann er bei den Westasienmeisterschaften in Basra in 45,49 s die Silbermedaille hinter dem Katarer Ammar Ismail Yahia Ibrahim und im Jahr darauf siegte er in 46,09 s bei den Arabischen Meisterschaften in Oran. Anschließend kam er bei den Asienmeisterschaften in Gumi im Vorlauf nicht ins Ziel.

## Persönliche Bestzeiten
- 200 Meter: 20,74 s (−0,3 m/s), 8. April 2021 in Ta'if
- 400 Meter: 45,08 s, 6. November 2022 in Riad
  - 400 Meter (Halle): 46,35 s, 19. September 2017 in Aşgabat (saudi-arabischer Rekord)